# Noonday
Noonday is een plaats (city) in de Amerikaanse staat Texas, en valt bestuurlijk gezien onder Smith County.

## Demografie
Bij de volkstelling in 2000 werd het aantal inwoners vastgesteld op 515.
In 2006 is het aantal inwoners door het United States Census Bureau geschat op 558, een stijging van 43 (8,3%).

## Geografie
Volgens het United States Census Bureau beslaat de plaats een oppervlakte van
5,2 km², geheel bestaande uit land.

## Plaatsen in de nabije omgeving
De onderstaande figuur toont nabijgelegen plaatsen in een straal van 20 km rond Noonday.